# 馬林卡 (日達喬夫區)
49°14′47″N 24°13′9″E / 49.24639°N 24.21917°E
馬林卡（烏克蘭語：Маринка），是烏克蘭西部的村莊，隸屬利維夫州的斯特雷區。該村面積0.35平方公里，海拔高度254米，2023年人口60，人口密度每平方公里308.57人。